# François Gacon

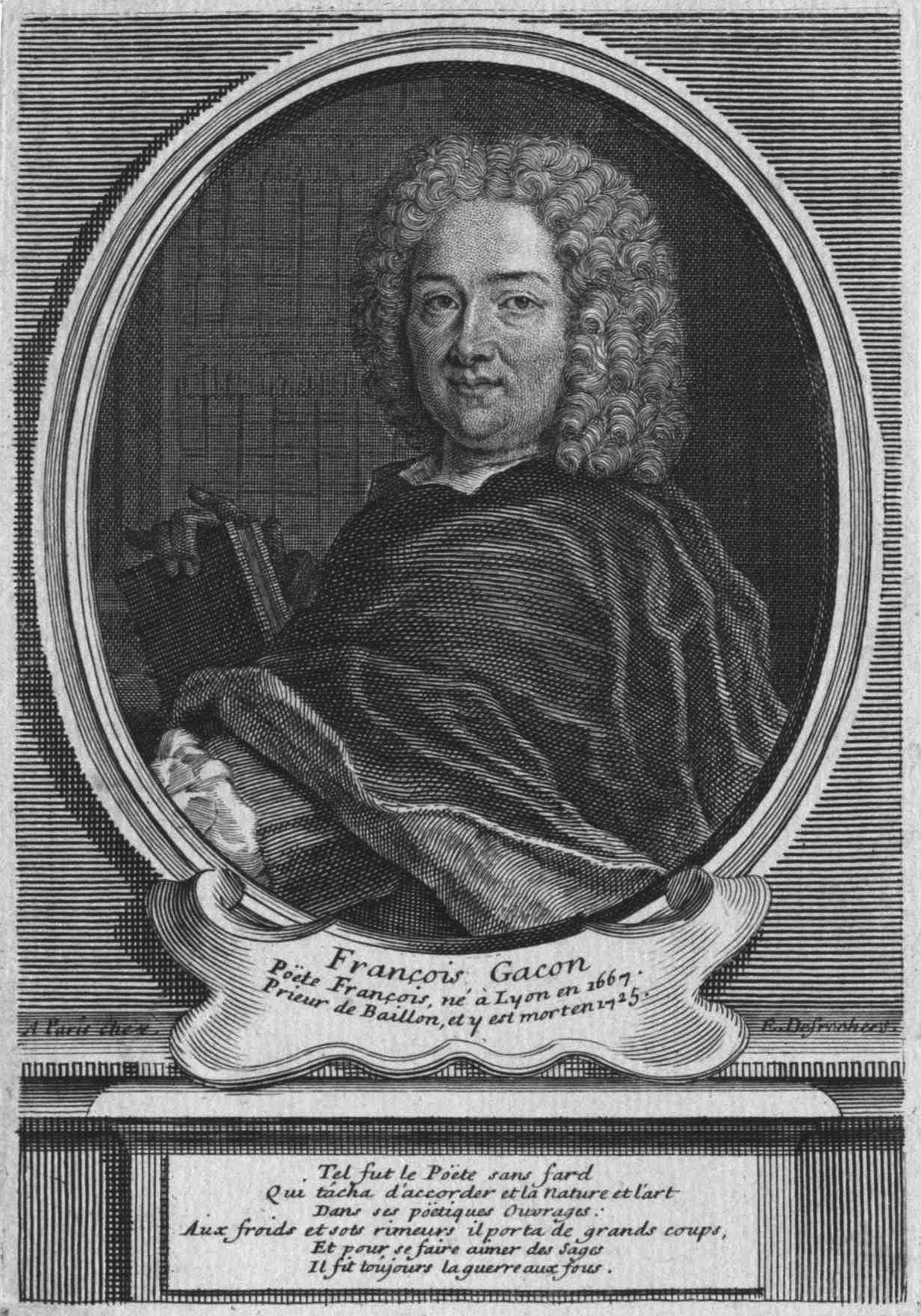
François Gacon von Étienne Jehandier Desrochers

François Gacon (* 16. Februar 1667 in Lyon; † 15. November 1725) war ein französischer Schriftsteller.

## Leben und Werk
François Gacon nannte sich in Paris Le Poète sans fard (der ungeschminkte Dichter) und verfolgte (nach dem Vorbild von Juvenal) rund zwanzig Jahre lang (von 1696 bis 1719) mit seiner satirischen Dichtung die Kollegen, darunter Boileau und Bossuet, ferner die Herausgeber des Mercure Galant, darunter Charles Dufresny, aber auch Fontenelle und vor allem Jean-Baptiste Rousseau und Antoine Houdar de La Motte. La Motte antwortete mit dem Bonmot, er habe nichts zu gewinnen gegen jemand, der nichts zu verlieren hat. Zu Gacons Freunden zählten Catherine Bernard und Jean-François Regnard. Am Ende seines Lebens wurde er Prior von Baillon (beim Kloster Royaumont) und starb vergessen.

## Werke (Auswahl)
- Christopher Allen und Frances Muecke (Hrsg.): Gacon’s Nicolas Boileau-Despréaux (1636–1711). Art Poétique translated into Latin by Francois Gacon (1667–1725). In: Latinity and alterity in the early modern period. Brepols, Turnhout 2010, S. 97–135.
- Anti-Rousseau. Par le poète sans fard. Fritsch et Böhm, Rotterdam 1712. (gegen Jean-Baptiste Rousseau)
- Dissertations sur les ouvrages de Monsieur de La Motte. Paris 1715. Slatkine, Genf 1972.
- Homère vengé, ou Reponse à M. de La Motte sur l’Iliade. E. Ganeau, Paris 1715. Slatkine, Genf 1971.
- Histoire satirique de la vie et des ouvrages de M. Rousseau, en vers ainsi qu’en prose. P. Ribou, Paris 1716.
- Le Journal satirique intercepté, ou Apologie de M. Arrouet de Voltaire et de M. Houdart de La Motte. Par le sieur Bourguignon. 1719.